# Domitia Lepida maior

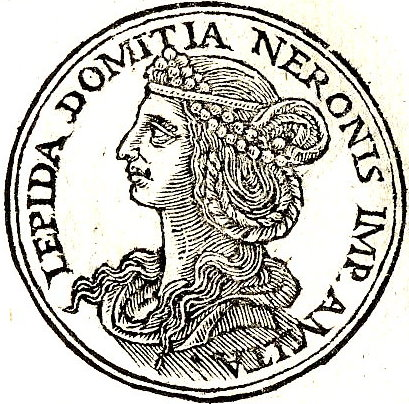
Domitia Lepida maior

Domitia Lepida maior: (? - 59 n.Chr.) oudste dochter van Lucius Domitius Ahenobarbus (III) en Antonia, kleindochter van Marcus Antonius en Octavia Thurina minor en een tante van keizer Nero. Domitia was meerdere malen getrouwd geweest tijdens haar leven. Haar eerste man was Decimus Haterius Agrippa (consul in 22 n.Chr.), die bij haar een zoon verwekte (Quintus Haterius Antoninus). Na de dood van Agrippa (32 n.Chr.) trouwde Domitia met rijke en invloedrijke senator Gaius Sallustius Crispius Passienus. In 41 n.Chr. werd dit huwelijk, op verzoek van keizer Claudius, verbroken, zodat Passienus kon trouwen met Julia Agrippina minor, Domitia's voormalige schoonzuster.
Domitia stond bekend als een geduchte rivale van Julia Agrippina minor. In 59 n.Chr. werd zij echter door haar neef Nero om het leven gebracht door middel van vergiftiging.

## Antieke bronnen
- Quintilianus, VI 1 § 50, 3 § 74, X 1 § 24.
- Suetonius, Vita Neronis 6.3, 7.1, 34.5.
- Tacitus, Annales XIII 19.4, 21.3.
- Cassius Dio, LXI 17.1-2.